# Arrowverse
Arrowverse je mediální franšíza a fikční svět, v němž se odehrávají televizní seriály americké televizní stanice The CW, které vytvořili Greg Berlanti, Marc Guggenheim, Andrew Kreisberg, Ali Adler, Phil Klemmer, Geoff Johns, Salim Akil a Caroline Dries podle superhrdinských komiksů a komiksových postav vydavatelství DC Comics.
Součástí franšízy jsou hrané seriály Arrow (první seriál vysílaný v letech 2012–2020, podle kterého byl svět pojmenován), Flash (od 2014), Supergirl (2015–2021; první řada původně na CBS), Legends of Tomorrow (2016–2022), Black Lightning (2018–2021, do Arrowverse zařazen na přelomu let 2019/2020), Batwoman (2019–2022) a Superman a Lois (od 2021). Patří k ní i animované webové seriály Vixen (2015–2016) a Freedom Fighters: The Ray (2017–2018). Postavy a dějové prvky jednoho seriálu se často objevují i v některém dalším z nich, čímž se navzájem ovlivňují a vznikají tak crossovery.
Postava Johna Constantina v podání Matta Ryana ze seriálu Constantine (2014–2015 na NBC) se objevila v roce 2015 v Arrowovi a v letech 2017–2019 v Legends of Tomorrow. Retroaktivně byl do příběhové kontinuity přidán i seriál Blesk (1990–1991 na CBS), neboť John Wesley Shipp si roli Flashe z tohoto pořadu zopakoval v crossoverech „Elseworlds“ (2018) a „Crisis on Infinite Earths“ (2019).

## Seriály
| Český název               | Originální název  | Řada              | Dílů              | Premiéra v USA     | Premiéra v USA                                    | Showrunner                                                        | Autor                                             | Stav              |
| Český název               | Originální název  | Řada              | Dílů              | První díl          | Poslední díl                                      | Showrunner                                                        | Autor                                             | Stav              |
| televizní seriály         | televizní seriály | televizní seriály | televizní seriály | televizní seriály  | televizní seriály                                 | televizní seriály                                                 | televizní seriály                                 | televizní seriály |
| ------------------------- | ----------------- | ----------------- | ----------------- | ------------------ | ------------------------------------------------- | ----------------------------------------------------------------- | ------------------------------------------------- | ----------------- |
| Arrow                     | Arrow             | 1                 | 23                | 10. října 2012     | 15. května 2013                                   | Greg Berlanti, Andrew Kreisberg a Marc Guggenheim                 | Greg Berlanti, Marc Guggenheim a Andrew Kreisberg | vydáno            |
| Arrow                     | Arrow             | 2                 | 23                | 9. října 2013      | 14. května 2014                                   | Greg Berlanti, Andrew Kreisberg a Marc Guggenheim                 | Greg Berlanti, Marc Guggenheim a Andrew Kreisberg | vydáno            |
| Arrow                     | Arrow             | 3                 | 23                | 8. října 2014      | 13. května 2015                                   | Marc Guggenheim                                                   | Greg Berlanti, Marc Guggenheim a Andrew Kreisberg | vydáno            |
| Arrow                     | Arrow             | 4                 | 23                | 7. října 2015      | 25. května 2016                                   | Wendy Mericle a Marc Guggenheim                                   | Greg Berlanti, Marc Guggenheim a Andrew Kreisberg | vydáno            |
| Arrow                     | Arrow             | 5                 | 23                | 5. října 2016      | 24. května 2017                                   | Wendy Mericle a Marc Guggenheim                                   | Greg Berlanti, Marc Guggenheim a Andrew Kreisberg | vydáno            |
| Arrow                     | Arrow             | 6                 | 23                | 12. října 2017     | 17. května 2018                                   | Wendy Mericle a Marc Guggenheim                                   | Greg Berlanti, Marc Guggenheim a Andrew Kreisberg | vydáno            |
| Arrow                     | Arrow             | 7                 | 22                | 15. října 2018     | 13. května 2019                                   | Beth Schwartz                                                     | Greg Berlanti, Marc Guggenheim a Andrew Kreisberg | vydáno            |
| Arrow                     | Arrow             | 8                 | 10                | 15. října 2019     | 28. ledna 2020                                    | Marc Guggenheim a Beth Schwartz                                   | Greg Berlanti, Marc Guggenheim a Andrew Kreisberg | vydáno            |
| Flash                     | The Flash         | 1                 | 23                | 7. října 2014      | 19. května 2015                                   | Andrew Kreisberg                                                  | Greg Berlanti, Andrew Kreisberg a Geoff Johns     | vydáno            |
| Flash                     | The Flash         | 2                 | 23                | 6. října 2015      | 24. května 2016                                   | Andrew Kreisberg, Gabrielle Stanton, Aaron Helbing a Todd Helbing | Greg Berlanti, Andrew Kreisberg a Geoff Johns     | vydáno            |
| Flash                     | The Flash         | 3                 | 23                | 4. října 2016      | 23. května 2017                                   | Aaron Helbing, Todd Helbing a Andrew Kreisberg                    | Greg Berlanti, Andrew Kreisberg a Geoff Johns     | vydáno            |
| Flash                     | The Flash         | 4                 | 23                | 10. října 2017     | 22. května 2018                                   | Andrew Kreisberg a Todd Helbing                                   | Greg Berlanti, Andrew Kreisberg a Geoff Johns     | vydáno            |
| Flash                     | The Flash         | 5                 | 22                | 9. října 2018      | 14. května 2019                                   | Todd Helbing                                                      | Greg Berlanti, Andrew Kreisberg a Geoff Johns     | vydáno            |
| Flash                     | The Flash         | 6                 | 19                | 8. října 2019      | 12. května 2020                                   | Eric Wallace                                                      | Greg Berlanti, Andrew Kreisberg a Geoff Johns     | vydáno            |
| Flash                     | The Flash         | 7                 | 18                | 2. března 2021     | 20. července 2021                                 | Eric Wallace                                                      | Greg Berlanti, Andrew Kreisberg a Geoff Johns     | vydáno            |
| Flash                     | The Flash         | 8                 | 20                | 16. listopadu 2021 | 29. června 2022                                   | Eric Wallace                                                      | Greg Berlanti, Andrew Kreisberg a Geoff Johns     | vysílá se         |
| Flash                     | The Flash         | 9                 | bude oznámeno     | bude oznámeno      | bude oznámeno                                     | bude oznámeno                                                     | Greg Berlanti, Andrew Kreisberg a Geoff Johns     | ve vývoji         |
|                           | Supergirl         | 1                 | 20                | 26. října 2015     | 18. dubna 2016                                    | Greg Berlanti, Ali Adler, Sarah Schechter a Andrew Kreisberg      | Ali Adler, Greg Berlanti a Andrew Kreisberg       | vydáno            |
| 2                         | Supergirl         | 22                | 10. října 2016    | 22. května 2017    |                                                   | Greg Berlanti, Ali Adler, Sarah Schechter a Andrew Kreisberg      | Ali Adler, Greg Berlanti a Andrew Kreisberg       | vydáno            |
| 3                         | Supergirl         | 23                | 9. října 2017     | 18. června 2018    | Andrew Kreisberg, Jessica Queller a Robert Rovner |                                                                   | Ali Adler, Greg Berlanti a Andrew Kreisberg       | vydáno            |
| 4                         | Supergirl         | 22                | 14. října 2018    | 19. května 2019    | Jessica Queller a Robert Rovner                   |                                                                   | Ali Adler, Greg Berlanti a Andrew Kreisberg       | vydáno            |
| 5                         | Supergirl         | 19                | 6. října 2019     | 17. května 2020    | Jessica Queller a Robert Rovner                   |                                                                   | Ali Adler, Greg Berlanti a Andrew Kreisberg       | vydáno            |
| 6                         | Supergirl         | 20                | 30. března 2021   | 9. listopadu 2021  | Jessica Queller a Robert Rovner                   |                                                                   | Ali Adler, Greg Berlanti a Andrew Kreisberg       | vydáno            |
| Legends of Tomorrow       | 1                 | 16                | 21. ledna 2016    | 19. května 2016    | Phil Klemmer a Chris Fedak                        | Greg Berlanti, Marc Guggenheim, Andrew Kreisberg a Phil Klemmer   |                                                   | vydáno            |
| Legends of Tomorrow       | 2                 | 17                | 13. října 2016    | 4. dubna 2017      | Phil Klemmer a Chris Fedak                        | Greg Berlanti, Marc Guggenheim, Andrew Kreisberg a Phil Klemmer   |                                                   | vydáno            |
| Legends of Tomorrow       | 3                 | 18                | 10. října 2017    | 9. dubna 2018      | Phil Klemmer a Chris Fedak                        | Greg Berlanti, Marc Guggenheim, Andrew Kreisberg a Phil Klemmer   |                                                   | vydáno            |
| Legends of Tomorrow       | 4                 | 16                | 22. října 2018    | 20. května 2019    | Phil Klemmer a Keto Shimizu                       | Greg Berlanti, Marc Guggenheim, Andrew Kreisberg a Phil Klemmer   |                                                   | vydáno            |
| Legends of Tomorrow       | 5                 | 15                | 14. ledna 2020    | 2. června 2020     | Phil Klemmer a Keto Shimizu                       | Greg Berlanti, Marc Guggenheim, Andrew Kreisberg a Phil Klemmer   |                                                   | vydáno            |
| Legends of Tomorrow       | 6                 | 15                | 2. května 2021    | 5. září 2021       | Phil Klemmer a Keto Shimizu                       | Greg Berlanti, Marc Guggenheim, Andrew Kreisberg a Phil Klemmer   |                                                   | vydáno            |
| Legends of Tomorrow       | 7                 | 13                | 13. října 2021    | 2. března 2022     | Phil Klemmer a Keto Shimizu                       | Greg Berlanti, Marc Guggenheim, Andrew Kreisberg a Phil Klemmer   |                                                   | vydáno            |
| Black Lightning           | 1                 | 13                | 16. ledna 2018    | 17. dubna 2018     | Salim Akil                                        | Salim Akil                                                        |                                                   | vydáno            |
| Black Lightning           | 2                 | 16                | 9. října 2018     | 18. března 2019    | Salim Akil                                        | Salim Akil                                                        |                                                   | vydáno            |
| Black Lightning           | 3                 | 16                | 7. října 2019     | 9. března 2020     | Salim Akil                                        | Salim Akil                                                        |                                                   | vydáno            |
| Black Lightning           | 4                 | 13                | 8. února 2021     | 24. května 2021    | Salim Akil                                        | Salim Akil                                                        |                                                   | vydáno            |
| Batwoman                  | Batwoman          | 1                 | 20                | 6. října 2019      | 17. května 2020                                   | Caroline Dries                                                    | Caroline Dries                                    | vydáno            |
| Batwoman                  | Batwoman          | 2                 | 18                | 17. ledna 2021     | 27. června 2021                                   | Caroline Dries                                                    | Caroline Dries                                    | vydáno            |
| Batwoman                  | Batwoman          | 3                 | 13                | 13. října 2021     | 2. března 2022                                    | Caroline Dries                                                    | Caroline Dries                                    | vydáno            |
| Superman a Lois           | Superman & Lois   | 1                 | 15                | 23. února 2021     | 17. srpna 2021                                    | Todd Helbing                                                      | Todd Helbing a Greg Berlanti                      | vydáno            |
| Superman a Lois           | Superman & Lois   | 2                 | bude oznámeno     | 11. ledna 2022     | 21. června 2022                                   | Todd Helbing                                                      | Todd Helbing a Greg Berlanti                      | vysílá se         |
| Superman a Lois           | Superman & Lois   | 3                 | bude oznámeno     | bude oznámeno      | bude oznámeno                                     | bude oznámeno                                                     | bude oznámeno                                     | ve vývoji         |
| webové seriály            |                   |                   |                   |                    |                                                   |                                                                   |                                                   |                   |
|                           | Vixen             | 1                 | 6                 | 25. srpna 2015     | 29. září 2015                                     | Greg Berlanti, Marc Guggenheim a Andrew Kreisberg                 | Marc Guggenheim                                   | vydáno            |
| 2                         | Vixen             | 6                 | 13. října 2016    | 18. listopadu 2016 |                                                   | Greg Berlanti, Marc Guggenheim a Andrew Kreisberg                 | Marc Guggenheim                                   | vydáno            |
| Freedom Fighters: The Ray | 1                 | 6                 | 8. prosince 2017  | 8. prosince 2017   | Greg Berlanti a Marc Guggenheim                   | Greg Berlanti a Marc Guggenheim                                   |                                                   | vydáno            |
| Freedom Fighters: The Ray | 2                 | 6                 | 18. července 2018 | 18. července 2018  | Greg Berlanti a Marc Guggenheim                   | Greg Berlanti a Marc Guggenheim                                   |                                                   | vydáno            |